# Copa MX 2019-2020
La Copa MX 2019-2020 è stata l'83ª edizione della coppa nazionale messicana, 55ª dell'era professionistica. Il torneo è iniziato il 30 luglio 2019 e la fine, inizialmente prevista nel mese di maggio, è stata spostata al 4 novembre a causa dello stop dovuto alla Pandemia di COVID-19 del 2019-2021.
Il trofeo è stato vinto dal Monterrey, al terzo successo nella manifestazione. Il club bianco-blù ha sconfitto il Club Tijuana nella doppia finale con il punteggio complessivo di 2-1.

## Formula
A differenza delle precedenti edizioni della rinnovata Copa MX che prevedevano due distinti tornei di Apertura e Clausura, questa edizione prevede un torneo unico.
Il torneo prevede la partecipazione di 27 club e si suddivide in una prima fase a gironi con le squadre divise in 9 gironi all'italiana e la fase finale con un tabellone a eliminazione diretta con sfide di andata e ritorno a partire dagli ottavi di finale. Si qualificano per la seconda fase le squadre vincitrici dei propri gironi nonché le migliori sette seconde classificate.
Il vincitore avrebbe avuto diritto ad un posto nell'edizione del 2020 della Leagues Cup, competizione annullata per via della pandemia.

### Struttura del torneo
|                            | Squadre che entrano in questo turno | Squadre qualificate dal turno precedente                                                                                         |
| -------------------------- | --- | --- |
| Fase a gironi (27 squadre) | - Le 15 squadre di Liga MX non partecipanti alla CONCACAF Champions League 2020 - Le 12 migliori classificate nel tabellone generale di Ascenso MX 2018-2019 non promosse | |
| Fase finale (16 squadre)   | | - Le 9 squadre vincitrici dei rispettivi gironi nella fase precedente - Le 7 migliori seconde classificate nella fase precedente |

## Squadre partecipanti
Partecipano 27 squadre:
- 15 provenienti dalla Liga MX, ovvero le squadre partecipanti alla stagione passata escluse América, Cruz Azul, Tigres UANL e León in quanto già impegnate in CONCACAF Champions League 2020 ed il neopromosso Atlético San Luis.[5]
- 12 provenienti dall'Ascenso MX, ovvero le migliori 12 squadre non promosse nel tabellone generale della stagione 2018-2019.[6]

| Liga MX | Ascenso MX |
| --- | --- |
| - Atlas - Atlético San Luis - Club Tijuana - Guadalajara - Juárez - Monterrey - Monarcas Morelia - Necaxa - Pachuca - Puebla - Pumas UNAM - Querétaro - Santos Laguna - Toluca - Veracruz | - Atlante - Celaya - Chiapas - Cimarrones - Correcaminos UAT - Dorados - Leones Negros UdeG - Oaxaca - Potros UAEM - Venados - Mineros de Zacatecas - Zacatepec |

## Sorteggi
I sorteggi si sono tenuti il 12 giugno 2019 a Cancún con le 27 squadre suddivise in tre urne a seconda dei risultati conseguiti nella stagione passata:
- 1ª urna: I 5 migliori club di Liga MX ed i 4 migliori di Ascenso MX
- 2ª urna: I successivi 4 migliori club di Liga MX ed i successivi 5 di Ascenso MX
- 3ª urna: I rimanenti club di Liga MX ed Ascenso MX, oltre all'Atlético San Luis neopromosso

| Urna 1               | Urna 1 |
| Squadra              | Camp.  |
| -------------------- | ------ |
| Atlante              | A      |
| Cimarrones           | A      |
| Dorados              | A      |
| Monterrey            | L      |
| Pachuca              | L      |
| Pumas UNAM           | L      |
| Santos Laguna        | L      |
| Toluca               | L      |
| Mineros de Zacatecas | A      |

| Urna 2             | Urna 2 |
| Squadra            | Camp.  |
| ------------------ | ------ |
| Club Tijuana       | L      |
| Correcaminos UAT   | A      |
| Juárez             | L      |
| Leones Negros UdeG | A      |
| Necaxa             | L      |
| Oaxaca             | A      |
| Potros UAEM        | A      |
| Puebla             | L      |
| Zacatepec          | A      |

| Urna 3            | Urna 3 |
| Squadra           | Camp.  |
| ----------------- | ------ |
| Atlas             | L      |
| Atlético San Luis | L      |
| Celaya            | A      |
| Chiapas           | A      |
| Guadalajara       | L      |
| Monarcas Morelia  | L      |
| Querétaro         | L      |
| Venados           | A      |
| Veracruz          | L      |

## Fase a gironi
I sorteggi hanno portato alla formazione di 9 gironi, ciascuno di essi contenente una squadra di ognuna delle tre urne, e ciascuno avente almeno una squadra di Liga MX ed una di Ascenso MX.
Se due o più squadre dovessero arrivare a pari punti al termine della fase a gironi, i seguenti criteri vengono applicati per decretare l'ordine in classifica:
- Vantaggio negli scontri diretti;
- Miglior differenza reti;
- Maggior numero di reti segnate;
- Maggior numero di reti segnate in trasferta negli scontri diretti;
- Fair play;
- Sorteggio.

### Gruppo 1
| Squadra          | Pt | G | V | N | P | GF | GS | DG |
| ---------------- | -- | - | - | - | - | -- | -- | -- |
| Monarcas Morelia | 12 | 4 | 4 | 0 | 0 | 5  | 0  | +5 |
| Puebla           | 2  | 4 | 0 | 2 | 2 | 1  | 3  | -2 |
| Cimarrones       | 2  | 4 | 0 | 2 | 2 | 1  | 4  | -3 |

### Gruppo 2
| Squadra            | Pt | G | V | N | P | GF | GS | DG |
| ------------------ | -- | - | - | - | - | -- | -- | -- |
| Monterrey          | 12 | 4 | 4 | 0 | 0 | 12 | 3  | +9 |
| Chiapas            | 6  | 4 | 2 | 0 | 2 | 3  | 8  | -5 |
| Leones Negros UdeG | 0  | 4 | 0 | 0 | 4 | 2  | 6  | -4 |

### Gruppo 3
| Squadra | Pt | G | V | N | P | GF | GS | DG |
| ------- | -- | - | - | - | - | -- | -- | -- |
| Juárez  | 10 | 4 | 3 | 1 | 0 | 6  | 2  | +4 |
| Venados | 7  | 4 | 2 | 1 | 1 | 7  | 4  | +3 |
| Atlante | 0  | 4 | 0 | 0 | 4 | 1  | 8  | -7 |

### Gruppo 4
| Squadra  | Pt | G | V | N | P | GF | GS | DG |
| -------- | -- | - | - | - | - | -- | -- | -- |
| Toluca   | 12 | 4 | 4 | 0 | 0 | 8  | 1  | +7 |
| Veracruz | 4  | 4 | 1 | 1 | 2 | 2  | 4  | -2 |
| Oaxaca   | 1  | 4 | 0 | 1 | 3 | 2  | 7  | 5  |

### Gruppo 5
| Squadra              | Pt | G | V | N | P | GF | GS | DG |
| -------------------- | -- | - | - | - | - | -- | -- | -- |
| Club Tijuana         | 9  | 4 | 3 | 0 | 1 | 9  | 5  | +4 |
| Querétaro            | 6  | 4 | 2 | 0 | 2 | 5  | 7  | -2 |
| Mineros de Zacatecas | 3  | 4 | 1 | 0 | 3 | 5  | 7  | -2 |

### Gruppo 6
| Squadra | Pt | G | V | N | P | GF | GS | DG |
| ------- | -- | - | - | - | - | -- | -- | -- |
| Dorados | 10 | 4 | 3 | 1 | 0 | 8  | 5  | +3 |
| Celaya  | 4  | 4 | 1 | 1 | 2 | 3  | 4  | -1 |
| Necaxa  | 2  | 4 | 0 | 2 | 2 | 3  | 5  | -2 |

### Gruppo 7
| Squadra          | Pt | G | V | N | P | GF | GS | DG |
| ---------------- | -- | - | - | - | - | -- | -- | -- |
| Santos Laguna    | 7  | 4 | 2 | 1 | 1 | 8  | 3  | +5 |
| Guadalajara      | 6  | 4 | 2 | 0 | 2 | 4  | 4  | 0  |
| Correcaminos UAT | 4  | 4 | 1 | 1 | 2 | 2  | 7  | -5 |

### Gruppo 8
| Squadra           | Pt | G | V | N | P | GF | GS | DG |
| ----------------- | -- | - | - | - | - | -- | -- | -- |
| Pumas UNAM        | 8  | 4 | 2 | 2 | 0 | 6  | 1  | +5 |
| Atlético San Luis | 7  | 4 | 2 | 1 | 1 | 6  | 6  | 0  |
| Potros UAEM       | 1  | 4 | 0 | 1 | 3 | 1  | 6  | -5 |

### Gruppo 9
| Squadra   | Pt | G | V | N | P | GF | GS | DG |
| --------- | -- | - | - | - | - | -- | -- | -- |
| Pachuca   | 8  | 4 | 2 | 2 | 0 | 8  | 3  | +5 |
| Atlas     | 5  | 4 | 1 | 2 | 1 | 6  | 5  | +1 |
| Zacatepec | 3  | 4 | 1 | 0 | 3 | 4  | 10 | -6 |

### Posizionamento delle seconde classificate
| Squadra           | Pt | G | V | N | P | GF | GS | DG |
| ----------------- | -- | - | - | - | - | -- | -- | -- |
| Venados           | 7  | 4 | 2 | 1 | 1 | 7  | 4  | +3 |
| Atlético San Luis | 7  | 4 | 2 | 1 | 1 | 7  | 7  | 0  |
| Guadalajara       | 6  | 4 | 2 | 0 | 2 | 4  | 3  | +1 |
| Querétaro         | 6  | 4 | 2 | 0 | 2 | 5  | 7  | -2 |
| Chiapas           | 6  | 4 | 2 | 0 | 2 | 3  | 8  | -5 |
| Atlas             | 5  | 4 | 1 | 2 | 1 | 6  | 5  | +1 |
| Celaya            | 4  | 4 | 1 | 1 | 2 | 3  | 4  | -1 |
| Veracruz          | 4  | 4 | 1 | 1 | 2 | 2  | 4  | -2 |
| Puebla            | 2  | 4 | 0 | 2 | 2 | 1  | 3  | -2 |

## Fase a eliminazione diretta

### Tabellone
|  | Ottavi di finale | Ottavi di finale | Ottavi di finale | Ottavi di finale |       |                  | Quarti di finale | Quarti di finale | Quarti di finale | Quarti di finale |           |   | Semifinali | Semifinali | Semifinali | Semifinali |           |   | Finale | Finale | Finale | Finale |
|  |                  |                  |                  |                  |       |                  |                  |                  |                  |                  |           |   |            |            |            |            |           |   |        |        |        |        |
|  | Monterrey        | 4                | 3                | 7                |       |                  |                  |                  |                  |                  |           |   |            |            |            |            |           |   |        |        |        |        |
|  | Celaya           | 3                | 0                | 3                |       |                  |                  |                  |                  |                  |           |   |            |            |            |            |           |   |        |        |        |        |
|  | Celaya           | 3                | 0                | 3                |       | Monterrey        | 0                | 1                | 1                |                  |           |   |            |            |            |            |           |   |        |        |        |        |
|  |                  |                  |                  |                  |       | Monterrey        | 0                | 1                | 1                |                  |           |   |            |            |            |            |           |   |        |        |        |        |
|  |                  | Santos Laguna    | 0                | 0                | 0     |                  |                  |                  |                  |                  |           |   |            |            |            |            |           |   |        |        |        |        |
|  | Pumas UNAM       | Santos Laguna    | 0                | 0                | 0     | 2                | 2                | 4                |                  |                  |           |   |            |            |            |            |           |   |        |        |        |        |
|  | Pumas UNAM       |                  |                  |                  |       | 2                | 2                | 4                |                  |                  |           |   |            |            |            |            |           |   |        |        |        |        |
|  | Santos Laguna    | 4                | 1                | 5                |       |                  |                  |                  |                  |                  |           |   |            |            |            |            |           |   |        |        |        |        |
|  | Santos Laguna    | 4                | 1                | 5                |       |                  |                  |                  |                  |                  | Monterrey | 0 | 2          | 2 (6)      |            |            |           |   |        |        |        |        |
|  |                  |                  |                  |                  |       |                  |                  |                  |                  |                  |           | 0 | 2          | 2 (6)      |            |            |           |   |        |        |        |        |
|  |                  | Juárez           | 2                | 0                | 2 (5) |                  |                  |                  |                  |                  |           |   |            |            |            |            |           |   |        |        |        |        |
|  | Juárez           | Juárez           | 2                | 0                | 2 (5) | 2                | 3                | 5                |                  |                  |           |   |            |            |            |            |           |   |        |        |        |        |
|  | Juárez           |                  |                  |                  |       | 2                | 3                | 5                |                  |                  |           |   |            |            |            |            |           |   |        |        |        |        |
|  | Querétaro        | 3                | 1                | 4                |       |                  |                  |                  |                  |                  |           |   |            |            |            |            |           |   |        |        |        |        |
|  | Querétaro        | 3                | 1                | 4                |       | Juárez           | 0                | 3                | 3                |                  |           |   |            |            |            |            |           |   |        |        |        |        |
|  |                  |                  |                  |                  |       | Juárez           | 0                | 3                | 3                |                  |           |   |            |            |            |            |           |   |        |        |        |        |
|  |                  | Dorados          | 0                | 0                | 0     |                  |                  |                  |                  |                  |           |   |            |            |            |            |           |   |        |        |        |        |
|  | Dorados          | Dorados          | 0                | 0                | 0     | 2                | 0                | 2 (6)            |                  |                  |           |   |            |            |            |            |           |   |        |        |        |        |
|  | Dorados          |                  |                  |                  |       | 2                | 0                | 2 (6)            |                  |                  |           |   |            |            |            |            |           |   |        |        |        |        |
|  | Guadalajara      | 1                | 1                | 2 (5)            |       |                  |                  |                  |                  |                  |           |   |            |            |            |            |           |   |        |        |        |        |
|  | Guadalajara      | 1                | 1                | 2 (5)            |       |                  |                  |                  |                  |                  |           |   |            |            |            |            | Monterrey | 1 | 1      | 2      |        |        |
|  |                  |                  |                  |                  |       |                  |                  |                  |                  |                  |           |   |            |            |            |            |           | 1 | 1      | 2      |        |        |
|  |                  | Club Tijuana     | 0                | 1                | 1     |                  |                  |                  |                  |                  |           |   |            |            |            |            |           |   |        |        |        |        |
|  | Toluca           | Club Tijuana     | 0                | 1                | 1     | 1                | 3                | 4 (5)            |                  |                  |           |   |            |            |            |            |           |   |        |        |        |        |
|  | Toluca           |                  |                  |                  |       | 1                | 3                | 4 (5)            |                  |                  |           |   |            |            |            |            |           |   |        |        |        |        |
|  | Atlas            | 2                | 2                | 4 (3)            |       |                  |                  |                  |                  |                  |           |   |            |            |            |            |           |   |        |        |        |        |
|  | Atlas            | 2                | 2                | 4 (3)            |       | Toluca           | 2                | 5                | 7                |                  |           |   |            |            |            |            |           |   |        |        |        |        |
|  |                  |                  |                  |                  |       | Toluca           | 2                | 5                | 7                |                  |           |   |            |            |            |            |           |   |        |        |        |        |
|  |                  | Pachuca          | 2                | 1                | 3     |                  |                  |                  |                  |                  |           |   |            |            |            |            |           |   |        |        |        |        |
|  | Pachuca          | Pachuca          | 2                | 1                | 3     | 1                | 3                | 4                |                  |                  |           |   |            |            |            |            |           |   |        |        |        |        |
|  | Pachuca          |                  |                  |                  |       | 1                | 3                | 4                |                  |                  |           |   |            |            |            |            |           |   |        |        |        |        |
|  | Venados          | 1                | 1                | 2                |       |                  |                  |                  |                  |                  |           |   |            |            |            |            |           |   |        |        |        |        |
|  | Venados          | 1                | 1                | 2                |       |                  |                  |                  |                  |                  | Toluca    | 0 | 3          | 3          |            |            |           |   |        |        |        |        |
|  |                  |                  |                  |                  |       |                  |                  |                  |                  |                  |           | 0 | 3          | 3          |            |            |           |   |        |        |        |        |
|  |                  | Club Tijuana     | 3                | 4                | 7     |                  |                  |                  |                  |                  |           |   |            |            |            |            |           |   |        |        |        |        |
|  | Monarcas Morelia | Club Tijuana     | 3                | 4                | 7     | 1                | 3                | 4 (3)            |                  |                  |           |   |            |            |            |            |           |   |        |        |        |        |
|  | Monarcas Morelia |                  |                  |                  |       | 1                | 3                | 4 (3)            |                  |                  |           |   |            |            |            |            |           |   |        |        |        |        |
|  | Chiapas          | 4                | 0                | 4 (2)            |       |                  |                  |                  |                  |                  |           |   |            |            |            |            |           |   |        |        |        |        |
|  | Chiapas          | 4                | 0                | 4 (2)            |       | Monarcas Morelia | 1                | 0                | 1                |                  |           |   |            |            |            |            |           |   |        |        |        |        |
|  |                  |                  |                  |                  |       | Monarcas Morelia | 1                | 0                | 1                |                  |           |   |            |            |            |            |           |   |        |        |        |        |
|  |                  | Club Tijuana     | 3                | 0                | 3     |                  |                  |                  |                  |                  |           |   |            |            |            |            |           |   |        |        |        |        |
|  | Club Tijuana     | Club Tijuana     | 3                | 0                | 3     | 1                | 1                | 2                |                  |                  |           |   |            |            |            |            |           |   |        |        |        |        |
|  | Club Tijuana     |                  |                  |                  |       | 1                | 1                | 2                |                  |                  |           |   |            |            |            |            |           |   |        |        |        |        |
|  | Cruzeiro         | 0                | 0                | 0                |       |                  |                  |                  |                  |                  |           |   |            |            |            |            |           |   |        |        |        |        |

### Ottavi di finale
Gli ottavi sono stati giocati in partite di andata e ritorno. Le gare di andata si sono svolte tra il 21 e il 22 gennaio, le gare di ritorno tra il 28 e il 29 gennaio.
| Squadra 1         | Totale          | Squadra 2        | Andata | Ritorno |
| ----------------- | --------------- | ---------------- | ------ | ------- |
| Celaya            | 3 – 7           | Monterrey        | 3 – 4  | 0 – 3   |
| Atlas             | 4 – 4 (3-5 dtr) | Toluca           | 2 – 1  | 2 – 3   |
| Chiapas           | 4 – 4 (2-3 dtr) | Monarcas Morelia | 4 – 1  | 0 – 3   |
| Querétaro         | 4 – 5           | Juárez           | 3 – 2  | 1 – 3   |
| Guadalajara       | 2 – 2 (5-6 dtr) | Dorados          | 1 – 2  | 1 – 0   |
| Atlético San Luis | 0 – 2           | Club Tijuana     | 0 – 1  | 0 – 1   |
| Venados           | 2 – 4           | Pachuca          | 1 – 1  | 1 – 3   |
| Santos Laguna     | 5 – 4           | Pumas UNAM       | 4 – 2  | 1 – 2   |

### Quarti di finale
I quarti si giocano in partite di andata e ritorno. Le gare di andata si sono svolte tra l'11 e il 12 febbraio, quelle di ritorno tra il 18 e il 19 febbraio.
| Squadra 1     | Totale | Squadra 2        | Andata | Ritorno |
| ------------- | ------ | ---------------- | ------ | ------- |
| Santos Laguna | 0 – 1  | Monterrey        | 0 – 0  | 0 – 1   |
| Pachuca       | 3 – 7  | Toluca           | 2 – 2  | 1 – 5   |
| Club Tijuana  | 3 – 1  | Monarcas Morelia | 3 – 1  | 0 – 0   |
| Dorados       | 0 – 3  | Juárez           | 0 – 0  | 0 – 3   |

### Semifinali
Le semifinali si giocano in partite di andata e ritorno. Le gare di andata si sono svolte tra il 3 e il 4 gennaio, quelle di ritorno tra il 10 e l'11 gennaio.
| Squadra 1    | Totale          | Squadra 2 | Andata | Ritorno |
| ------------ | --------------- | --------- | ------ | ------- |
| Juárez       | 2 – 2 (5-6 dtr) | Monterrey | 2 – 0  | 0 – 2   |
| Club Tijuana | 7 – 3           | Toluca    | 3 – 0  | 4 – 3   |

### Finale
La finale si disputa in gara di andata e ritorno. La gara di andata si è svolta il 21 ottobre, quella di ritorno il 4 novembre.
| Squadra 1 | Totale | Squadra 2    | Andata | Ritorno |
| --------- | ------ | ------------ | ------ | ------- |
| Monterrey | 1 – 2  | Club Tijuana | 1 – 1  | 0 – 1   |

## Classifica marcatori
| Gol |  |  | Giocatore            | Squadra       |
| --- |  |  | -------------------- | ------------- |
| 7   |  |  | Vincent Janssen      | Monterrey     |
| 7   |  |  | Kevin Castañeda      | Toluca        |
| 5   |  |  | Octavio Rivero       | Santos Laguna |
| 4   |  |  | Eduardo Aguirre      | Santos Laguna |
| 4   |  |  | Camilo Sanvezzo      | Club Tijuana  |
| 3   |  |  | Brayan Angulo        | Club Tijuana  |
| 3   |  |  | Leandro Carrijo      | Juárez        |
| 2   |  |  | Amaury Escoto        | Dorados       |
| 3   |  |  | Michael Estrada      | Toluca        |
| 3   |  |  | Rogelio Funes Mori   | Monterrey     |
| 3   |  |  | Colin Kâzım-Richards | Pachuca       |
| 3   |  |  | Nicolás Sánchez      | Monterrey     |
| 3   |  |  | Diego Valdez         | Atl. San Luis |